# 동원그룹
동원그룹(東遠그룹, Dongwon Group)은 대한민국의 재벌 기업으로 동원산업을 모체로 하는 기업집단이다. 본사는 서울특별시 서초구 양재동에 있으며 1969년에 설립되었으며, 2002년에는 생활산업군 기업집단인 동원엔터프라이즈와 금융업군 기업집단인 한국투자금융지주로 분리되었다.

## 현 동원그룹 계열사
- 동원산업 (동원그룹 지주회사)
- 동원F&B
- 동원디어푸드
- 동원시스템즈
- 동원홈푸드
- 동원건설산업
- 동원로엑스 (동원산업 계열에 속하며 동원산업의 물류부문을 통합, 구 동부익스프레스)
- 동원팜스
- BIDC

### 그밖의 동원그룹 계열사
- 동원로엑스냉장
- 동원CNS
- 동원와인플러스
- 동원GNC (동원F&B 계열에 속함)
- 스타키스트
- SCASA
- 동원육영재단
- 동원리더스아카데미

## 구 동원그룹 계열사
- 동원엔터프라이즈 (동원산업에 합병)
- 동원금융지주 (현 한국투자금융지주)
  - 동원증권 (현 한국투자증권)
  - 동원투자신탁운용 (현 한국투자신탁운용)
  - 동원창업투자 (현 한국투자파트너스)
  - 동원상호저축은행 (현 한국투자저축은행)
- 동원택배
- 아주택배
- 동원데어리푸드 (동원F&B에 합병)
- 삼조쎌텍 (동원홈푸드에 합병)
- 동원T&I (현 올래디오)
- 레스코
- 테크팩솔루션 (동원시스템즈에 합병, 구 두산포장)

## 사건/사고
2023년 8월 29일 국내 유일의 컨테이너 선사인 HMM 인수전에 참여했다. 입찰에 참여한 이유는 해상 운송에서 항만(동원부산컨테이너터미널), 육상 물류(동원로엑스)까지 연결하는 종합물류기업으로 성장하기 위한 목표이다. 하지만, 일각에서는 동원그룹의 전체 자산 7조원(2023년 상반기 연결기준)보다 많은 HMM을 무리하게 인수했다가 '승자의 저주'에 빠질 우려가 있다는 기사가 나왔다.

## 같이 보기
- 대한민국의 경제
- 재벌